# Provincia di Mantova (Lombardia austriaca)
La provincia di Mantova era una provincia della Lombardia austriaca, esistita dal 1786 al 1791.
Capoluogo era la città di Mantova.

## Storia
La provincia fu creata nel 1786 all'atto della suddivisione della Lombardia austriaca in 8 province, create nel clima delle riforme giuseppine. 
Il territorio provinciale corrispondeva a quello del vecchio Ducato di Mantova, già indipendente sotto i Gonzaga e dall'inizio del XVIII secolo associato allo Stato di Milano nella Lombardia austriaca governata dagli Asburgo, decurtato di quei comuni già cremonesi nel Medioevo e che l'esercito ducale aveva conquistato nel Rinascimento.

### Suddivisione amministrativa all'atto dell'istituzione (1786)
- delegazione I - distretto della città di Mantova[2]
  - Città di Mantova; Porto con Montada, Soave e parte di Corte Orsina; Quattro Ville, cioè Cerese con Pietole, Parenza e Bellaguarda; San Giorgio con Casaletto, Tenca, Ghisiolo, Motella, Caselle e Fossaman]; Roncoferraro con Palazzetto, Formigosa, Barbasso, Cadè, Garzedole, San Martino, Barbassolo, Quadre, Garolda, Poleto, Nosedole, Casale, Casaletto e porzione di Governolo di là dal Mincio, e tra il confine di Sacchetta e di Roncoferraro suddetto.
- delegazione II - distretto di Ostiglia[3]
  - Ostiglia con Corregioli, Arnarolo, Ponte Mulino, Isola Nonio, Isola Magnagutti e Polesine, Serravalle con Libiola, Sustinente con Sacchetta, Villimpenta con Pradello
- delegazione III - distretto di Roverbella[4]
  - Bigarello con Stradello e Bazza, Castel Belfiore con Castel Bonafisso, Marmirolo con Campagnola, Marengo (Marmirolo), Rotta, San Brizio (Marmirolo) e Pero, Roverbella con Castiglione Mantovano, Canedole, Pellaloco e Malavicina
- delegazione IV - distretto di Goito[5]
  - Goito con Torre, Merlesco, San Lorenzo, Cagliara, Sacca, Santa Maria, Caigole, Cerlongo, Vasto, Solarolo, Massimbona e parte di corte Orsina, Pozzolo, Rodigo con Rivalta, Volta con Cereta
- delegazione V - distretto di Castiglione delle Stiviere[6]
  - Castiglione delle Stiviere, Cavriana con Castel Grimaldo, San Giacomo, Campagnola, Bande e San Cassiano, Guidizzolo con Birbesi, Rebecco e Salvarizzo, Medole, Solferino
- delegazione VI - distretto di Castel Goffredo[7]
  - Castel Goffredo con Bocchere, Ceresara con Sammartino Gusnago, Piubega con San Cassiano
- delegazione VII - distretto di Curtatone[8]
  - Castellucchio con Sarginesco, porzione dell'Ospitaletto e di Gabbiana, Curtatone con Levata, Grazie e Montanara, Buscoldo, San Silvestro e Borgo Pradella
- delegazione VIII - distretto di Borgoforte[9]
  - Borgoforte con Scorzarolo, Bocca di Ganda, Romanore, San Gattaldo e San Nicolò, Governolo con Mincio, Correggio Micheli, Correggio Cremaschi, San Giacomo a Po, Corregioli, Campione, Gazzo, Bagnolo San Vito e San Biagio
- delegazione IX - distretto di Suzzara[10]
  - Borgoforte di là del Po con Saviola, Ricorlando, Gonfo, Cantone, Sacca, Montecchiana e Torricella, Suzzara con Tabellano, Riva, Sailetto, Brusatasso, Villa Inferiore e Superiore, Roncobonoldo e San Prospero
- delegazione X - distretto di Gonzaga[11]
  - Gonzaga con Ronchi, Polesine, Fornace e Bondanello, Rolo, San Benedetto con Portiolo, Pegognaga, Dosso, Zovo, Sacca, Zottole, Zovo, Gorgo, Bardelle, Bondeno, Moglia, Coazze, Cesare, San Siro a Po, San Siro a Secchia, Mirasole, Brede
- delegazione XI - distretto di Revere[12]
  - Quistello con Nuvolato, San Giovanni del Dosso, Segnate, Segnatine, Gaidella, Santa Lucia e Gabbiana, Revere con Ronchi, Pieve, Mulo, Quingentole, Sabbioncello, Schivenoglia
- delegazione XII - distretto di Sermide[13]
  - Poggio con Magnacavallo, Borgofranco sul Po e Bonizzo; Sermide con Moglia, Carbonara di Po, Felonica e Quatrelle

La decima delegazione assorbiva la liquidata Contea di Rolo.

### La riforma di Leopoldo II del 1791
Nel 1791, con l'ascesa al trono di Leopoldo II, la suddivisione provinciale della Lombardia austriaca fu nuovamente modificata, annullando molte delle riforme di Giuseppe II. Il territorio mantovano, in particolare, recuperò i comuni occidentali e riacquistò l'indipendenza formale dallo Stato di Milano, restando tuttavia parte della Lombardia austriaca, con il nome di Stato del Mantovano. Le novità in tema di legislazione comunale sul modello meneghino vennero invece mantenute.